# Koškovce
Koškovce (ungarisch Koskóc) ist eine Gemeinde im Osten der Slowakei mit 528 Einwohnern (Stand: 31. Dezember 2024), die zum Okres Humenné, einem Kreis des Prešovský kraj, gehört. Sie ist Teil der traditionellen Landschaft Zemplín.

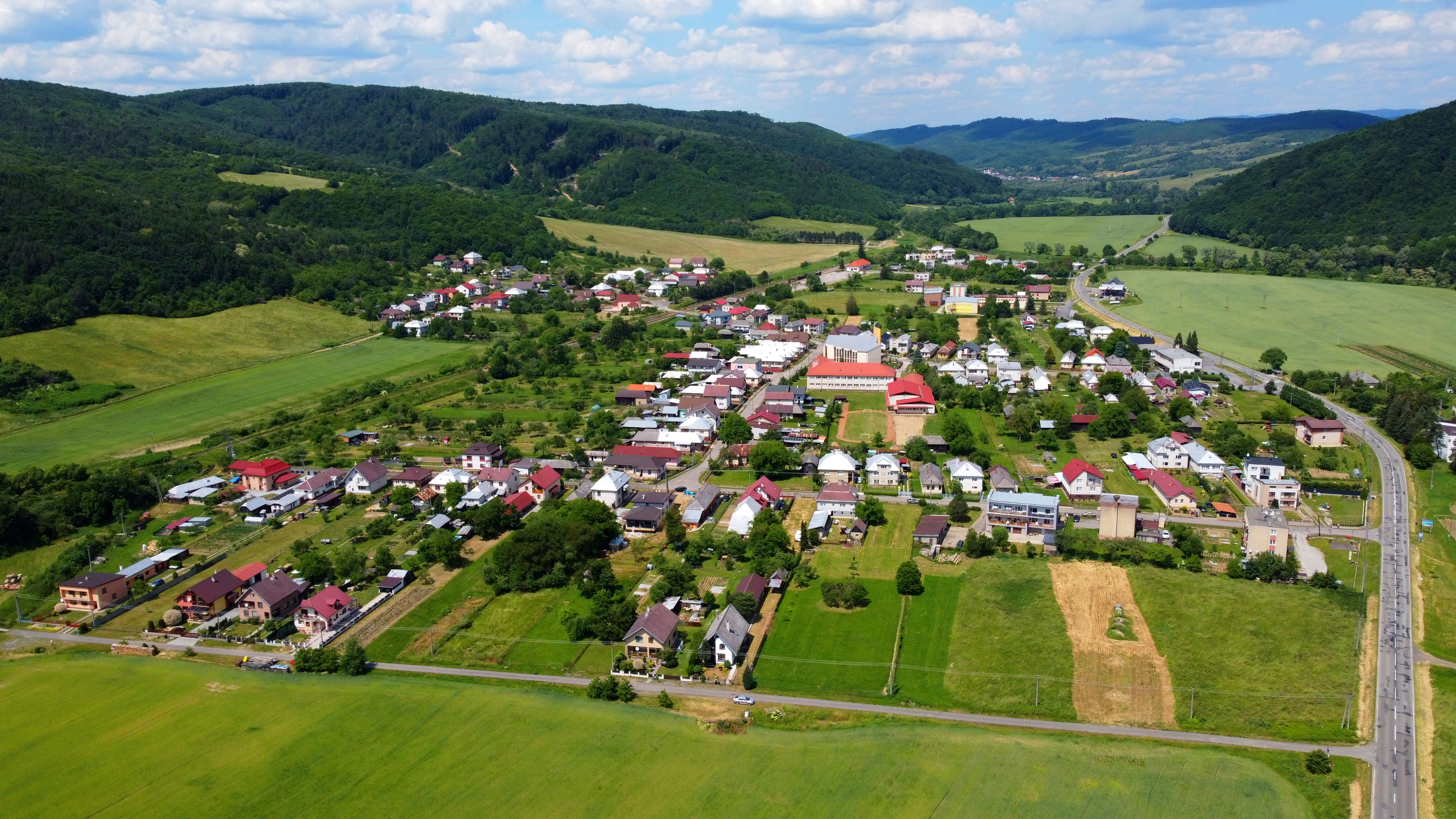
Blick zum Ort

## Geographie
Die Gemeinde befindet sich in den Niederen Beskiden im Bergland Laborecká vrchovina, im Tal des Laborec an dessen rechtem Ufer, kurz nach der Mündung der linksseitigen Výrava in den Fluss. Das Ortszentrum liegt auf einer Höhe von 186 m n.m. und ist 15 Kilometer von Humenné entfernt.
Nachbargemeinden sind Zbudské Dlhé im Norden, Jabloň im Norden, Nordosten und Osten, Dedačov im Südosten, Hankovce im Süden und Südwesten, Vyšné Ladičkovce im Westen und Hrabovec nad Laborcom im Nordwesten.

## Geschichte
Koškovce wurde zum ersten Mal 1543 als Koskoc schriftlich erwähnt. Das Dorf war Teil des Drugeth'schen Herrschaftsgebiets von Humenné, im späten 17. und 18. Jahrhundert war es Besitz der Familie Csáky, gefolgt vom Geschlecht Andrássy im 19. Jahrhundert. 1715 gab es sieben verlassene und sieben bewohnte Haushalte. 1787 hatte die Ortschaft 46 Häuser und 320 Einwohner, 1828 zählte man 64 Häuser und 480 Einwohner, die als Fuhrleute, Holzfäller, Weber und Hersteller von Holzwerkzeugen tätig waren. Im 19. Jahrhundert gab es einen Steinbruch beim Ort.
Bis 1918 gehörte der im Komitat Semplin liegende Ort zum Königreich Ungarn und kam danach zur Tschechoslowakei beziehungsweise heute Slowakei. In der Zeit der ersten tschechoslowakischen Republik verblieben die Einwohner bei traditionellen Einnahmequellen. Im Herbst 1944 gab es Partisanenaktivität in der Gegend. Nach dem Zweiten Weltkrieg pendelte ein Teil der Einwohner zur Arbeit in Industriebetriebe in Humenné, Medzilaborce und Košice, die örtliche Einheitliche landwirtschaftliche Genossenschaft (Abk. JRD) wurde 1959 gegründet, dazu war ein Flyschschiefersteinbruch in Betrieb.

## Bevölkerung
| Jahr                | 1994 | 2004    | 2014    | 2024     |
| ------------------- | ---- | ------- | ------- | -------- |
| Anzahl der Personen | 603  | 622     | 609     | 528      |
| Unterschied         |      | +3,15 % | −2,09 % | −13,30 % |

| Jahr                | 2023 | 2024    |
| ------------------- | ---- | ------- |
| Anzahl der Personen | 533  | 528     |
| Unterschied         |      | −0,93 % |

Nach der Volkszählung 2011 wohnten in Koškovce 612 Einwohner, davon 584 Slowaken, sieben Russinen und drei Ukrainer. 18 Einwohner machten keine Angabe zur Ethnie.
544 Einwohner bekannten sich zur römisch-katholischen Kirche, 36 Einwohner zur griechisch-katholischen Kirche, fünf Einwohner zur orthodoxen Kirche und ein Einwohner zur Evangelischen Kirche A. B. Sechs Einwohner waren konfessionslos und bei 20 Einwohnern wurde die Konfession nicht ermittelt.

## Bauwerke und Denkmäler
- römisch-katholische Heilig-Geist-Kirche aus dem Jahr 1584, ursprünglich ein evangelisches Bethaus, das später barockisiert und im späten 18. Jahrhundert im klassizistischen Stil zur Kirche umgebaut wurde, 1905–1913 saniert[6]
- moderne römisch-katholische Heilig-Geist-Kirche aus dem Jahr 1982

## Verkehr
Durch Koškovce führt die Cesta II. triedy 559 („Straße 2. Ordnung“) von Humenné heraus und weiter nach Medzilaborce und Čertižné. Der Ort hat einen Bahnhof an der Bahnstrecke Michaľany–Łupków.